# Canton de Précy-sous-Thil
Le canton de Précy-sous-Thil était une division administrative française située dans le département de la Côte-d'Or et la région Bourgogne-Franche-Comté.

## Géographie
Ce canton était organisé autour de Précy-sous-Thil dans l'arrondissement de Montbard. Son altitude variait de 275 m (Thoste) à 561 m (Fontangy) pour une altitude moyenne de 369 m.

## Histoire
Depuis le Redécoupage cantonal de 2014, le Canton de Précy-sous-Thil est intégré au Canton de Semur-en-Auxois.

## Représentation

### Conseillers généraux de 1833 à 2015
| Période | Période          | Identité                                 | Étiquette             | Qualité                                                                                               |
| ------- | ---------------- | ---------------------------------------- | --------------------- | --- |
| 1833    | 1838 (démission) | Comte Étienne Heudelet de Bierre         |                       | Général, propriétaire à Bierre                                                                        |
| 1838    | 1839             | Pierre Marie Eugène Champion de Nansouty |                       | Maître de forges à La Maison-Neuve                                                                    |
| 1839    | 1852             | Claude Court                             |                       | Propriétaire, maire de Précy-sous-Thil                                                                |
| 1852    | 1864             | Pierre François Donet                    |                       | Ancien proviseur, maire de Rouvray, conseiller d'arrondissement                                       |
| 1864    | 1870             | Henri Armand Rolle                       | Centre droit          | Député au Corps législatif (1863-1870) Propriétaire à Gevrolles                                       |
| 1870    | 1871 (démission) | Pierre Joigneaux                         | Républicain           | Agronome, journaliste Député (1876-1889) Sénateur (1891-1892)Elu en 1871 dans le Canton de Beaune-Sud |
| 1871    | 1889             | Auguste Court                            | Républicain           | Propriétaire agriculteur Maire de Précy-sous-Thil, conseiller d'arrondissement                        |
| 1889    | 1907             | Edmond Cortot                            | Républicain           | Avoué près le Tribunal de première instance de la Seine                                               |
| 1907    | 1925             | Paul Châtelain                           | RG                    | Ancien avoué domicilié à Clamerey                                                                     |
| 1925    | 1940             | Pierre-Jean Fleurot                      | URD-RG                | Médecin Maire de Précy-sous-Thil Nommé conseiller départemental en 1942                               |
|         |                  |                                          |                       | |
| 1945    | 1951             | André Gobley (1916-1990)                 | Ind. app.SFIO         | Fondateur du Maquis Bayard à Missery                                                                  |
| 1951    | 1976             | André Picard                             | CNI                   | Agriculteur Sénateur (1962-1979) Maire de Marcigny-sous-Thil (1935-1979)                              |
| 1976    | 1994             | Charles Lucand (1932-2014)               | MRG                   | Agriculteur Maire de Vic-sous-Thil                                                                    |
| 1994    | 2015             | Martine Eap Dupin                        | RPR puis DVD puis UMP | Pharmacienne Maire de Précy-sous-Thil Élue dans le canton de Semur-en-Auxois                          |

### Conseillers d'arrondissement (de 1833 à 1940)
Le canton de Précy appartenait à l'arrondissement de Semur jusqu'à sa disparition en 1926.
| Période                                  | Période          | Identité                           | Étiquette               | Qualité |
| ---------------------------------------- | ---------------- | ---------------------------------- | ----------------------- | --- |
| 1833                                     | 1842             | Jean François Philibert Lecœur     |                         | Propriétaire, maire de Précy-sous-Thil                                                                      |
| 1842                                     | 1845             | Jean Louis Baudouin                |                         | Notaire à Précy-sous-Thil                                                                                   |
| 1845                                     | 1848             | Georges François Lévy              |                         | Ancien notaire à Semur-en-Auxois, propriétaire à Précy-sous-Thil                                            |
| 1848                                     | 1852             | Pierre François Donet              |                         | Ancien proviseur, propriétaire à Rouvray                                                                    |
| 1852                                     | 1871             | Jean-Baptiste Mollerat (1796-1882) |                         | Propriétaire, maire de Braux                                                                                |
| 1871                                     | 1871 (démission) | Auguste Court                      | Républicain             | Propriétaire, maire de Précy-sous-Thil                                                                      |
| 1872                                     | 1880             | Ernest Chopard                     |                         | Propriétaire à Rouvray                                                                                      |
| 1880                                     | 1907 (décès)     | Léon Fleurot                       |                         | Docteur en médecine à Précy-sous-Thil, Président du Conseil d'arrondissement                                |
| 1907                                     | 1928             | Auguste Bertheaut                  |                         | Vétérinaire, maire de Précy-sous-Thil                                                                       |
| 1928                                     | 1934             | Louis Philippe Voye                |                         | Vétérinaire, adjoint au maire de Précy-sous-Thil                                                            |
| 1934                                     | 1940             | Gustave Martenot                   | Républicain indépendant | Agriculteur, ancien maire de Normier                                                                        |
| 1940                                     |                  |                                    |                         | Les conseils d'arrondissement ont été suspendus par la loi du 12 octobre 1940 et n'ont jamais été réactivés |
| Les données manquantes sont à compléter. |                  |                                    |                         | |

## Composition
Le canton de Précy-sous-Thil regroupait 18 communes :
| Communes                  | Population (2012) | Code postal | Code Insee |
| ------------------------- | ----------------- | ----------- | ---------- |
| Aisy-sous-Thil            | 220               | 21390       | 21007      |
| Bierre-lès-Semur          | 86                | 21390       | 21073      |
| Braux                     | 167               | 21390       | 21101      |
| Brianny                   | 100               | 21390       | 21108      |
| Clamerey                  | 191               | 21390       | 21177      |
| Dompierre-en-Morvan       | 200               | 21390       | 21232      |
| Fontangy                  | 147               | 21390       | 21280      |
| Lacour-d'Arcenay          | 107               | 21210       | 21335      |
| Marcigny-sous-Thil        | 48                | 21390       | 21380      |
| Missery                   | 89                | 21210       | 21417      |
| Montigny-Saint-Barthélemy | 71                | 21390       | 21430      |
| Nan-sous-Thil             | 175               | 21390       | 21449      |
| Noidan                    | 79                | 21390       | 21457      |
| Normier                   | 47                | 21390       | 21463      |
| Précy-sous-Thil           | 708               | 21390       | 21505      |
| Roilly                    | 36                | 21390       | 21529      |
| Thoste                    | 108               | 21460       | 21635      |
| Vic-sous-Thil             | 203               | 21390       | 21678      |

## Démographie
| 2012  |
| ----- |
| 2 975 |